# Château Ferrière
 (février 2022).
Pour l’article ayant un titre homophone, voir Château de Ferrières.
Le château Ferrière est un domaine viticole de 20 hectares, situé à Margaux, en Gironde. Son principal vin, en appellation margaux, est classé troisième grand cru dans la classification officielle des vins de Bordeaux de 1855.
En 2015, Château Ferrière obtient la certification Agriculture Biologique, puis en 2018, la propriété est certifiée en biodynamie (Demeter et Biodyvin),.

## Histoire

### Famille Ferrière
Le premier propriétaire est Gabriel Ferrière (1721-1792), né à Saint-Antoine-de-Breuilh en Dordogne, fils de Jean dit Aîné (1694-1748) et de Jeanne Faure. Il vient s’installer à Bordeaux et devient courtier maritime avec son oncle Jean dit Junior (1704-1779). Il achète une simple maison bourgeoise à Margaux, et différentes parcelles de vigne disséminées autour du village qui forment le « Cru Ferrière », premier nom du domaine.
Gabriel vend la propriété le 26 juin 1777 à Gabriel Ferrière (1747-1828), son cousin germain et fils en secondes noces de Jean dit Junior. Le nouveau propriétaire achète d’autres terres, en 1784 à Monsieur de Bouscaud de Bousquet, le 15 brumaire an IV à Jean François Moulinié, le 15 messidor an VII à Madame Appollonie Chantal marquise d’Alesme, et en 1811 à Halvor Sollberg propriétaire de « Marquis de Terme ». Le domaine prend de l’ampleur mais reste toujours très morcelé.
En 1823, Gabriel vend la propriété à son fils Jean dit Jantje (1774-1841) pour la somme de 60 000 francs. Ce dernier fait aussi en 1832 des échanges de terres pour remembrement avec le comte Jean-Baptiste de Saint-Exupéry. À la mort de Jean, la propriété est vendue au tribunal le 27 avril 1841 pour cause d’indivision et héritiers mineurs. Elle est rachetée pour la somme de 41 000 francs par sa veuve Marie Commet, qui a trois enfants héritiers : Gabriel, Michel et Rosa vivant à Bordeaux.
Lors du classement officiel des vins de Bordeaux en 1855, le domaine est classé troisième cru du Médoc.
À la mort de sa mère en 1857, Michel Ferrière (1822-1884) reste seul propriétaire du domaine et échange certaines parcelles, entre autres la pièce de Cenot, et porte la superficie à 12 hectares. Il meurt à Margaux le 7 avril 1884 laissant pour héritiers son frère Gabriel et sa sœur Rosa, veuve de Jacques Castaing, et propriétaire du château Chasse-Spleen à Grand-Poujeaux, commune de Moulis-en-Médoc. Ainsi, afin de réunir les fonds nécessaires pour rester seul propriétaire du château Ferrière, Gabriel Ferrière (1818-1895) vend une pièce de 30 000 pieds de vigne dite des « fonds du marin », qui représentait le tiers de la superficie de son domaine, à la comtesse de Robien demeurant à Nevers, plus les palus de « Monadey » à Soussans et de « Mariotte » à Margaux, ce qui explique l’importance du cuvier.
En 1888, Gabriel Ferrière cède en rente viagère le domaine à son cousin Henri Ferrière (1852-1934) à Bordeaux, moyennant la somme de 5,000 francs par an. Gabriel mourut le 7 janvier 1895. La propriété a alors une taille de 22 hectares pour un vignoble de 7 hectares. Henri Ferrière va agrandir le château et améliorer le parc du domaine.

### Famille Feuillerat-Durand

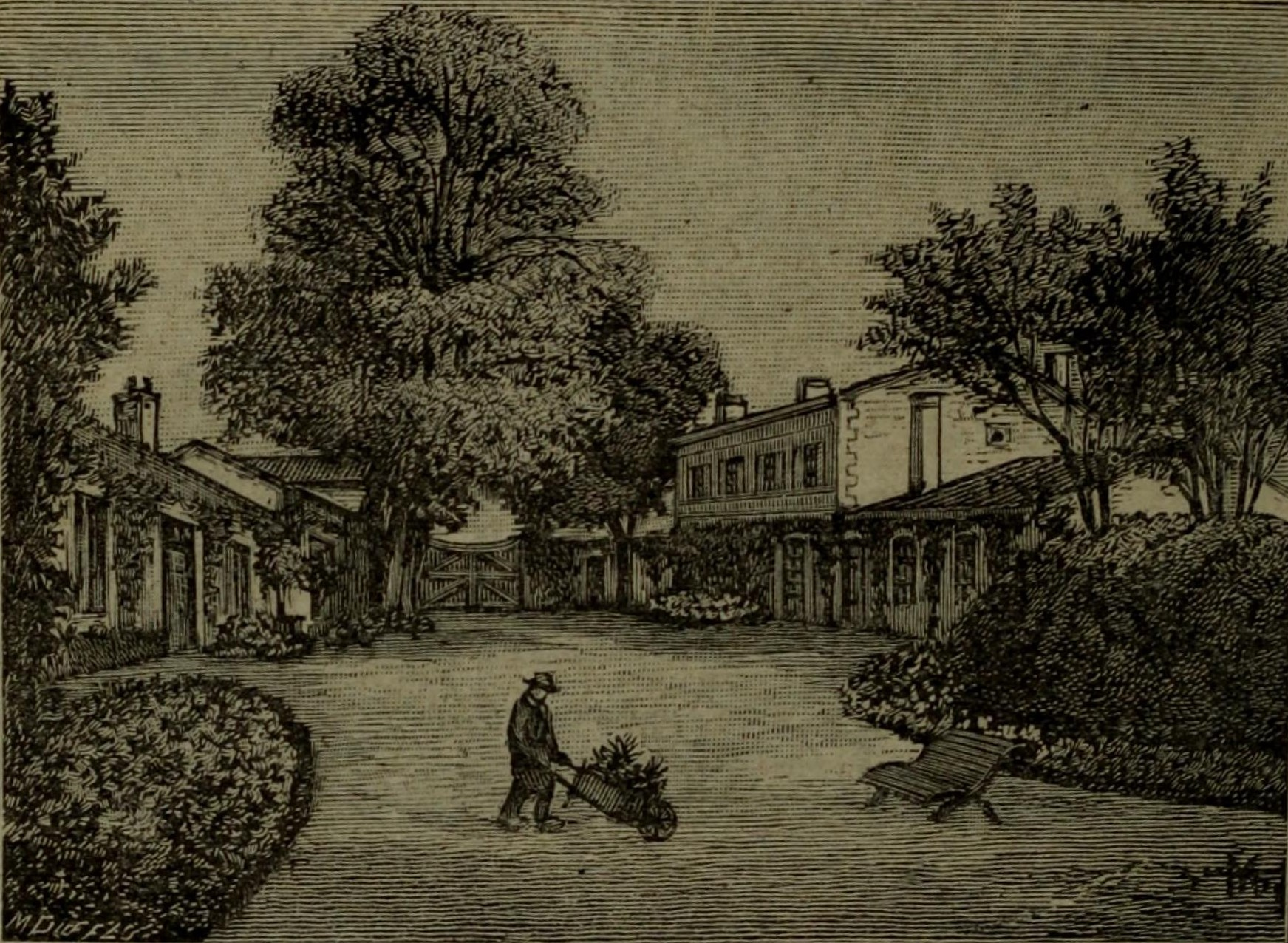
Illustration du Château Ferrière en 1922.

En 1913, Henri Ferrière vend, pour 63,000 francs, cette propriété à Armand Feuillerat, alors propriétaire du Château Marquis de Terme, un autre cru classé de Margaux. Elle comprend alors 8 hectares de vigne soit 56 306 pieds avec une production de 21 tonneaux, 10 hectares de bois et 5 hectares de prairies. L’acte de vente ne sera passé qu’après la guerre le 27 novembre 1920, mais l’exploitation est faite dès 1914 par le nouvel acquéreur. La fille de Monsieur Feuillerat, Madame Durand, hérita du château qu’elle laissa à ses enfants.
Après une longue période de non investissement dans le domaine, les héritiers de Madame Durand vont, en 1952, louer en fermage les vignes à Alexis Lichine pour le compte du château Lascombes. À cette époque, il ne reste plus que 4,5 hectares de vignes. Pendant 40 ans, la production du château Ferrière est très faible et seuls les passagers d’une grande compagnie aérienne ont le loisir d’entrevoir son potentiel.

### Famille Merlaut-Villars
En 1988, la famille Merlaut-Villars, via le Groupe Taillan (maison de négoce), propriétaire de Château Chasse-Spleen à l'époque, rachète la propriété. En 1992, le contrat de fermage peut être résilié. C’est alors que Bernadette Villars (1943-1992), fille du négociant Jacques Merlaut (1911-2008) qui reprend en main l’exploitation du vignoble ainsi que la vinification. Toutefois, la même année, Claire Villars, la fille de Bernadette, qui ne se destinait pourtant pas à la viticulture, à la suite de la disparition tragique de ses parents, reprend la gestion des propriétés, soit les Châteaux Ferrière et Chasse-Spleen. Elle fait notamment rénover le cuvier, et sollicite Jacques Boissenot pour devenir l'œnologue conseil du domaine.
Claire Villars épouse Gonzague Lurton, neveu d'André Lurton.
En 2001, 8 cuves en béton de forme ovoïde sont construites.
En 2013, Claire Villars-Lurton confie la rénovation des chais et la création d'une boutique à l'architecte bordelais Fabien Pédelaborde.
L’ensemble du vignoble est conduit en biodynamie, à partir de 2012, et la certification est obtenue en 2018 (Demeter et Biodyvin).

## Vignoble
Château Ferrière s'étend sur 20 hectares de vignes, composé de graves garonnaises très profondes, déposées sur des marnes calcaires. Situé entre l'océan Atlantique et la Gironde, le vignoble du Médoc est soumis à un climat tempéré océanique, doux et humide. La forêt des Landes protège le vignoble du Médoc des vents venant de la côte aquitaine.[réf. souhaitée]
L'encépagement est constitué avec 51 % de cabernet sauvignon, 41 % de merlot, 2 % de cabernet franc et 6 % de petit verdot. L'âge moyen des vignes est de 45 ans (2019).

## Vins
Le cuvier, rénové par Fabien Pédelaborde en 2013, se compose de 16 cuves en béton et de 4 cuves en bois thermorégulées afin de permettre une vinification parcellaire,.
Le responsable de la production est Gérard Fenouillet, le chef de culture Olivier Gourdin et le maître de chai est Alexandre Beaumont. L’œnologue conseil est Eric Boissenot.

### Premier vin
Densité moyenne de plantation : 10 000 pieds à l'hectare.
Élevage en fût de chêne de 18 mois (35 % neuf).

### Second vin
Château Ferrière produit également un second vin, Les Remparts de Ferrière, avec un élevage en fût de chêne de 12 mois.